# Iwano Ichibē IX
Ichibē Iwano IX (九代 岩野 市兵衛, Kyūdai Iwano Ichibē), nom véritable Iwano Ichirō (岩野市郎, né le 28 septembre 1933 à Imadate (en) (maintenant Echizen) dans la préfecture de Fukui, est artisan japonais, fabricant à la main de papier japonais. Le 6 juin 2002 il est désigné Trésor national vivant du Japon dans la catégorie « fabrication de papier ».
Après avoir terminé ses études secondaires, il apprend son métier auprès de son père Ichibē Iwano VIII, lui-même Trésor national du Japon, dans l'atelier familial à Echizen. En 1978, il prend le nom d'artiste de son père et en devient le porteur à la neuvième génération. Iwano fabrique du papier selon l'ancienne tradition manuelle du hōsho, employé en calligraphie japonaise et pour les impressions d'estampes. Cette variété de papier japonais est fabriquée à partir de l'écorce de mûrier (楮, kōzo). Le papier hōsho était utilisé au cours de l'époque Azuchi Momoyama pour l'impression des documents officiels de l'aristocratie de cour et de la noblesse militaire.
Ichibē est également décoré de l'Ordre du Trésor sacré (officier de quatrième classe) en 2002.

## Source de la traduction
- (de) Cet article est partiellement ou en totalité issu de l’article de Wikipédia en allemand intitulé « Iwano Ichibē IX » (voir la liste des auteurs).